# Jarosław Kotarski
Jarosław Kotarski (ur. 25 kwietnia 1961, zm. 3 lutego 2012 w Poznaniu) – polski tłumacz i redaktor literatury fantastycznej oraz militarnej.

## Życiorys
Ukończył studia na Wydziale Prawa i Administracji Uniwersytetu im. Adama Mickiewicza w Poznaniu, pracę magisterską napisał z kryminalistyki. Długoletni członek Klubu Miłośników Fantastyki „Orbita”. Był współzałożycielem oficyny wydawniczej CIA-Books, później zaś współpracował między innymi z wydawnictwami Amber, Rebis oraz Vesper. Tłumaczył książki takich autorów jak David Weber, Terry Pratchett, Andre Norton, Harry Harrison, Roger Zelazny, Kevin J. Anderson. Jego pełny dorobek obejmuje 122 pozycje wydawnicze.
Część utworów tłumaczył wspólnie z Radosławem Kotem. Został pochowany na Cmentarzu na Junikowie.